# 돈 노츠
돈 노츠(Don Knotts, 1924년 7월 21일 ~ 2006년 2월 24일)는 미국의 배우이다.

## 출연 작품
- 에어 버디즈 (2006)
- 치킨 리틀 (2005)
- 톰 소여(영어판) (2000)
- 플레전트빌 (1998)
- 고양이 댄스 (1997)
- 빅 불리 (1996)
- 캐논볼 2 (1984)
- 프라이벗 아이스 (1980)
- 프라이즈파이터 (1979)
- 애플 덤플링 갱 2 (1979)
- 꿈꾸는 낙원 (1978)
- 사랑의 유람선 (1977)
- 허비 - 몬테카를로에 가다 (1977)
- 노 디퍼짓, 노 리턴 (1976)
- 거스 (1976)
- 애플 덤플링 갱 (1975)
- 인크레더블 미스터 림펫 (1964)
- 무브 오버, 달링 (1963)
- 매드 매드 대소동 (1963)